# Innocenty (Zielnicki)
Innocenty, imię świeckie Gieorgij Iwanowicz Zielnicki (ur. 1886 w Sofijewce, zm. 10 marca 1968) – rosyjski biskup prawosławny.

## Życiorys
Ukończył seminarium duchowne w Jekaterynosławiu. W 1914 przyjął święcenia diakońskie, zaś dwa lata później – kapłańskie, po czym podjął służbę duszpasterską w eparchii dniepropetrowskiej. W 1937 był proboszczem cerkwi Opieki Matki Bożej w Wołokołamsku i pełnił funkcję dziekana. W 1945 sprawował analogiczne zadania w cerkwi Trójcy Świętej w Sierpuchowie.
3 stycznia 1949 złożył wieczyste śluby mnisze w Ławrze Troicko-Siergijewskiej i natychmiast otrzymał godność archimandryty. 30 stycznia tego samego roku w soborze Objawienia Pańskiego w Moskwie miała miejsce jego chirotonia na biskupa winnickiego i bracławskiego, w której jako konsekratorzy udział wzięli patriarcha moskiewski i całej Rusi Aleksy I, arcybiskup dmitrowski Witalis, biskup kurski Nestor oraz biskup czernihowski Jakub.
W 1951 został przeniesiony na katedrę kurską i biełgorodzką, na której pozostawał do 1958 (w 1957 został arcybiskupem), gdy przeniesiono go na katedrę rostowską i nowoczerkaską. Następnie od 1961 do 1962 zarządzał archangielską i chołmogorską. Od 1962 do śmierci w 1968 był natomiast arcybiskupem tambowskim i miczurińskim.